# Canach
Canach (lb. Kanech) – wieś (Uertschaft) w południowo-wschodnim Luksemburgu, w kantonie Remich, siedziba administracyjna gminy Lenningen. Do 3 października 2015 miejscowość leżała w dystrykcie Grevenmacher. Liczy 1649 mieszkańców (31 grudnia 2022).